# Екатерининский собор (Пушкин)
Екатери́нинский собо́р (собо́р свято́й великому́ченицы Екатери́ны) — православный храм в центре города Пушкина (Царское Село), главный храм Пушкинского (Царскосельского) благочиния Санкт-Петербургской епархии Русской православной церкви.
Собор был построен в 1835—1840 годах по проекту Константина Тона, разрушен коммунистами в 1939 году, воссоздан в 2007—2010 годах на прежнем месте.
Настоятель — протоиерей Никита Геннадьевич Зверев.

## История

### 1835—1917
Царскосельский городской собор святой великомученицы Екатерины был заложен в 1835 году по указанию Николая I. Строительство велось по плану и под наблюдением архитектора Константина Тона. Средства на постройку выделял Кабинет его величества.
Освящение собора произошло 24 ноября (6 декабря) 1840 года духовником императора протопресвитером Николаем Музовским в присутствии самого Николая I и цесаревича Александра Николаевича. Собор изначально состоял в епархиальном ведомстве, и в него в том же году был переведён причт Знаменской церкви со всеми окладами содержания.
Причт, переведённый в 1841 году к собору от Знаменской церкви, состоял из протоиерея, ключаря, двух священников, диакона, двух дьячков и пономарей. В 1875 году вакансия одного пономаря была упразднена.
Весь 1842 год шли благоустроительные работы на площади храма под руководством садового мастера Фёдора Фёдоровича Лямина.
Было устроено 12 дорожек, сходившихся к собору. На площади также высажено 200 сизостволых тополей, привезённых из Голландии.
Собор пострадал от пожара в деревянном Гостином дворе, произошедшем в 1862 году. Наиболее существенно была повреждена позолота глав. В 1865 году, ввиду проступившей ржавчины, главы собора были закрашены кронгельмом, а в 1869 году — жёлтой краской, с оставлением нижних четырёх рядов, сохранивших позолоту.
15 (27) июня 1874 года причт Екатерининского собора обратился к управляющему города с прошением перелить треснувший колокол и устроить особую для него нишу в арке над западным фасадом. 11 (23) октября колокол сняли и в 1875 году перелили с увеличением веса. В мае того же года священники собора обратились к управляющему города с просьбой устроить для колокола временную деревянную колокольню. В 1876 году по проекту архитектора Александра Видова в юго-западной части Соборной площади, недалеко от главного входа собора сооружена временная деревянная колокольня. В 1889 году великопостный колокол был поднят на прежнее место без всякого изменения фасада. В 1910 году причт Екатерининского собора обратился к городским властям с просьбой о пристройке «колонной колокольни, соответствующей красоте храма, сооружение которой послужило бы ознаменованию памяти 200-летнего юбилея основания Царского Села». Однако колокольня не была построена.
В апреле 1890 года к 50-летнему юбилею начат самый большой ремонт собора, закончившийся в ноябре.
При соборе в двухэтажном каменном доме на Колпинской улице располагалась Екатерининская церковно-приходская школа. В школе в начале XX века бесплатно обучалось около 180 учеников.
К храму была приписана часовня святого благоверного князя Александра Невского в находящемся рядом Гостином дворе (построена в 1862—1864 годах).

### 1917—1939

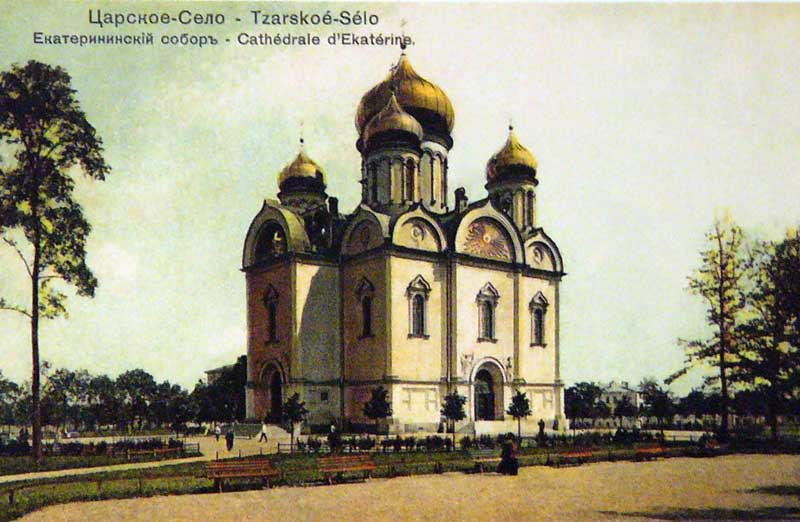
Оригинальный Екатерининский собор на открытке начала XX века

В 1917 году количество прихожан в соборе резко сократилось: «Настоятель Екатерининского собора в Царском Селе протоиерей Н. Смирнов отмечает, что в его храме в одну праздничную всенощную был всего один богомолец».
С ноября 1916 года до своей кончины 31 октября (13 ноября) 1917 год в соборе вторым священником служил протоиерей Иоанн Кочуров. В конце октября 1917 года Царское Село стало местом вооружённого конфликта большевистских вооружённых формирований и казачьих войск под командованием генерала Петра Краснова, сохранявших верность Временному правительству. 30 октября (12 ноября) 1917 год, во время артиллерийского обстрела Царского Села большевиками, отец Иоанн с другими клириками собора участвовал в крестном ходе с особыми молитвами о «прекращении междоусобныя брани». 31 октября (13 ноября) 1917 год отряды большевиков вступили в Царское Село и священники, возглавлявшие крестный ход, были схвачены; отца Иоанна отволокли на царскосельский аэродром и там зверски убили на глазах сына-гимназиста. По просьбе прихожан, 4 (17) ноября отец Иоанн был погребён в усыпальнице собора. 24 ноября (7 декабря), в престольный праздник собора, митрополит Петроградский Вениамин (Казанский) совершил в соборе литургию и подарил приходу икону Божией Матери «В скорбех и печалех Утешение».
В 1920—1930-х годах власти часто устраивали «атеистические шествия» вокруг собора, с красными флагами и песнями, особенно в дни церковных праздников, на Пасху, когда вокруг собора шёл пасхальный крестный ход. Шествия организовывал комсомол, революционными песнями комсомольцы старались перекричать церковное пение и звон колоколов. Первые «наказы» о закрытии храма были зарегистрированы в 1934 году. Требования появлялись до 1937 года.
10 июля 1937 года архитектурно-планировочный отдел Ленсовета предписал Детскосельскому райисполкому произвести позолоту глав собора, но в августе предписание было отменено.
12 марта 1938 года настоятель собора протоиерей Феодор Забелин был освобождён от этой должности, а 27 апреля двадцатка собора возбудила ходатайство перед Ленинградским митрополитом Алексием (Симанским) о направлении в Екатерининский собор нового священника, но получила устный ответ: «Священников нет, прислать некого, и придётся сдать собор». 11 мая двадцатка инициировала процедуру сдачи имущества собора. 1 июня президиум Пушкинского райсовета возбудил перед президиумом Ленсовета ходатайство о закрытии собора и сносе «как не представляющего собой культурной ценности». Ходатайство было удовлетворено. По постановлению президиума Леноблисполкома от 11 июля 1938 года Екатерининский собор был закрыт. Организованная 24 октября специальная комиссия после обследования здания предложила использовать здание под театр и кино, а подвальное помещение — как газоубежище.

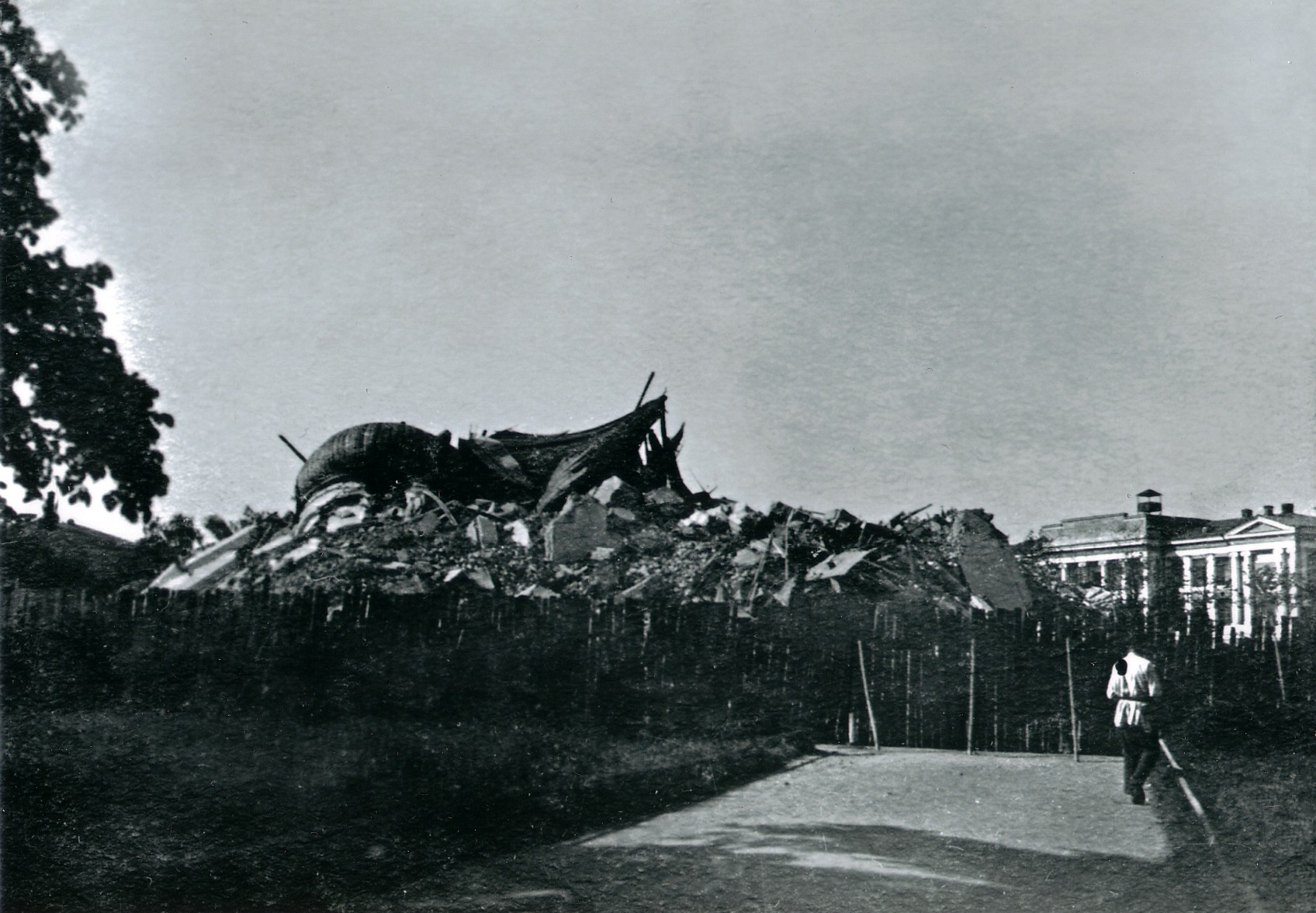
Екатерининский собор после взрыва. 1939 год

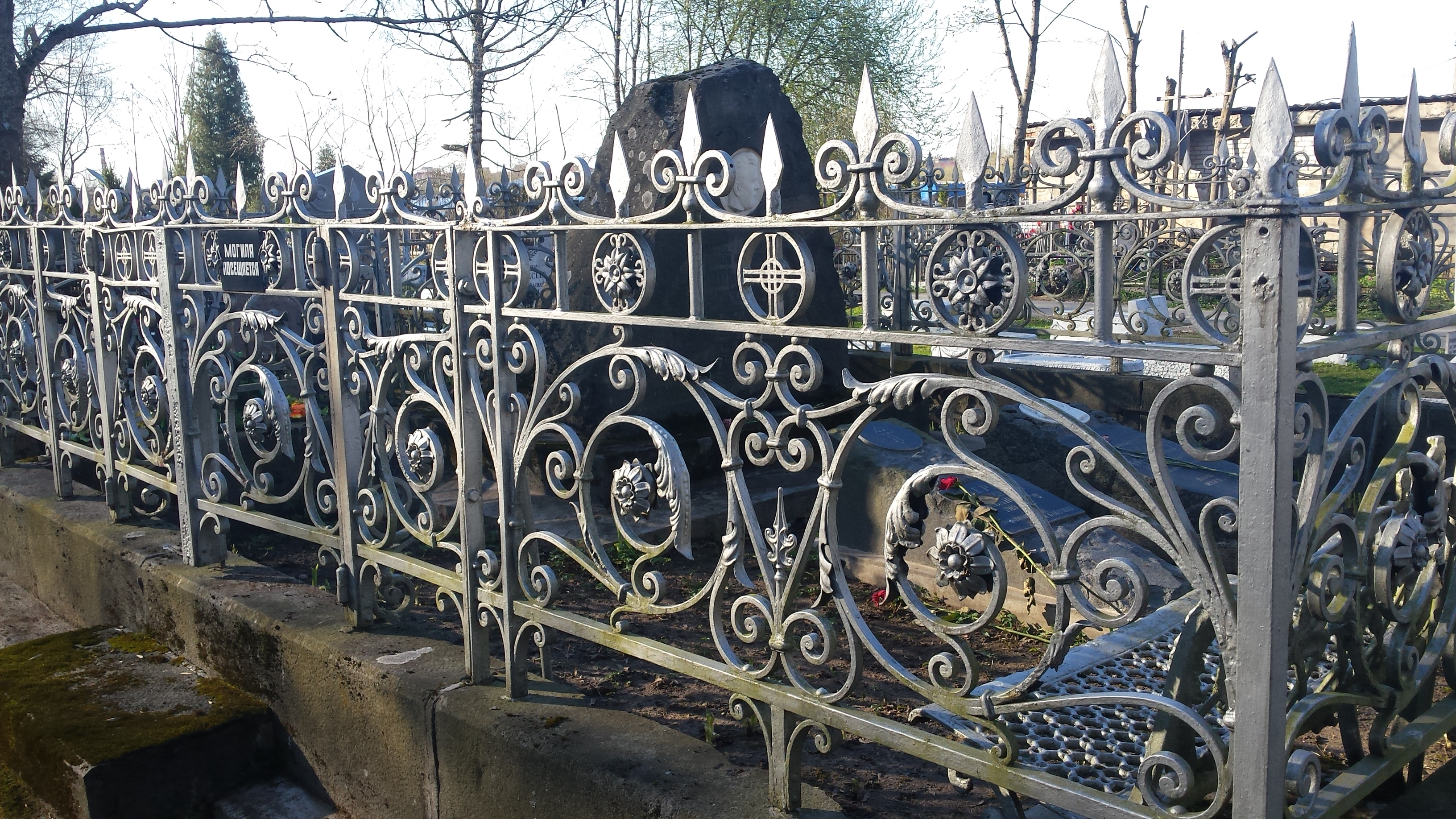
Решётка амвона собора на могиле инженера Нильсена

В мае 1939 года собор был обнесён глухим дощатым забором. Рабочие сняли кровлю, церковная мебель, иконостасы и картины были вывезены. Иконы кололи топорами и сваливали в кучу, а затем сжигали в подвале, в храмовых печах.
10 июня 1939 года в 5 часов 30 минут утра собор святой Екатерины был взорван. Взрывными работами руководил горный инженер Нильсен.
Практически сразу появились проекты обустройства бывшей площади, предлагалось установить памятник Александру Пушкину, бассейн с фонтанами и окантовкой цветами, детские игровые площадки; создание большого зелёного массива, парково-архитектурного ансамбля, посвящённого творчеству Пушкина, «его стихам, сказкам, поэмам, трагедиям и повестям»; превратить площадь в «пантеон великих людей дореволюционной эпохи». Но планы осуществить не удалось.
В 1947 году в Берлине искусствовед Анатолий Кучумов, входивший в комиссию по ликвидации собора, в пакгаузе восточной гавани на Шпрее обнаружил икону из собора «Тайная вечеря» работы Фёдора Бруни.
К 1950 году гора остатков Екатерининского собора постепенно осела и превратилась в обычный городской сквер. 22 апреля 1960 года, на гребне новых антицерковных гонений в СССР, вошедших в историю под названием «хрущёвских», на месте собора был открыт памятник Ленину.

### Восстановление и освящение (2010 год)
В связи с канонизацией Архиерейским собором Русской православной церкви 4 декабря 1994 года протоиерея Иоанна Кочурова, 5 февраля 1995 года на бывшей Соборной площади, рядом с местом, где находился до своего разрушения Екатерининский собор, был воздвигнут 7-метровый восьмиконечный деревянный крест. За установку креста по представлению районного прокурора в отношении протоиерея Геннадия Зверева было возбуждено дело об административном правонарушении, его оштрафовали на 388 тысяч рублей, обязав демонтировать крест. В свою очередь, верующие Пушкина заявляли, что готовы взять на себя все расходы по демонтажу памятника Ленину. В апреле того же года комиссия мэрии Санкт-Петербурга приняла решение о демонтаже памятника Ленину в Пушкине (а также у Варшавского вокзала).
В 2000 году главный архитектор музея «Царское Село» Кедринский выполнил эскизный проект реконструкции главной площади, предполагавший восстановление в два этапа Екатерининского собора.
В 2001 году фундамент собора был отнесён КГИОПом к выявленным объектам культурного наследия народов России.
3 ноября 2003 года на Соборной площади был установлен и освящён новый деревянный крест, изготовленный на Соловецких островах монахом Георгием. Он был подарен Царскосельскому благочинию благотворительным фондом «Возрождение памятников архитектуры русского Севера».
В ночь с 5 на 6 апреля 2004 года памятник Ленину был сброшен с пьедестала неизвестными лицами (с помощью автомобильной лебёдки, прикреплённой к дереву). В результате падения памятник разбился.
Согласно местным слухам, активно обсуждавшимся населением, данное мероприятие организовал некий конкретно определённый по имени православный священник, наиболее заинтересованный в строительстве данного храма, при помощи национал-социалистов (скин-хедов) из соседних районов, находившихся под патронажем и в введении ФСБ РФ. Что объясняет факт того, что проводить расследование произошедшего у местных правоохранительных органов желания не было.
Такое обращение с памятником Ленина вызвало большой общественный резонанс, из-за которого властям пришлось найти и восстановить памятник с обещанием вернуть его на прежнее место после проведения арехологических раскопок на месте собора, временно разместив его в сквере неподалёку,
Через некоторое время памятник был заминирован и взорван неизвестными лицами, пострадали соседние здания (выбиты окна, порча имущества), осколочные ранения выбитыми окнами получили двое пенсионеров. Расследование не проводилось, однако, согласно слухам, в этом было наиболее заинтересовано православное духовенство, которому могли не выдать разрешение на строительство собора, ввиду того, что памятник Ленину на этом месте уже успел стать выявленным памятником культурного наследия, т.к. было определено, что именно этот памятник является авторской работой и обладает культурной ценностью.
Вся эта история с уничтожением памятника глубоко оскорбила жителей Царского Села, которые, не видели смысла в строительстве очередного собора, ввиду того, что предыдущие соборы не были заполненны прихожанами, так как город в советские годы активно заселялся коммунистическими, следовательно атеистическими активистами, проявившими себя в коммунистическом строительстве, что объясняет отношение к памятнику Ленина.

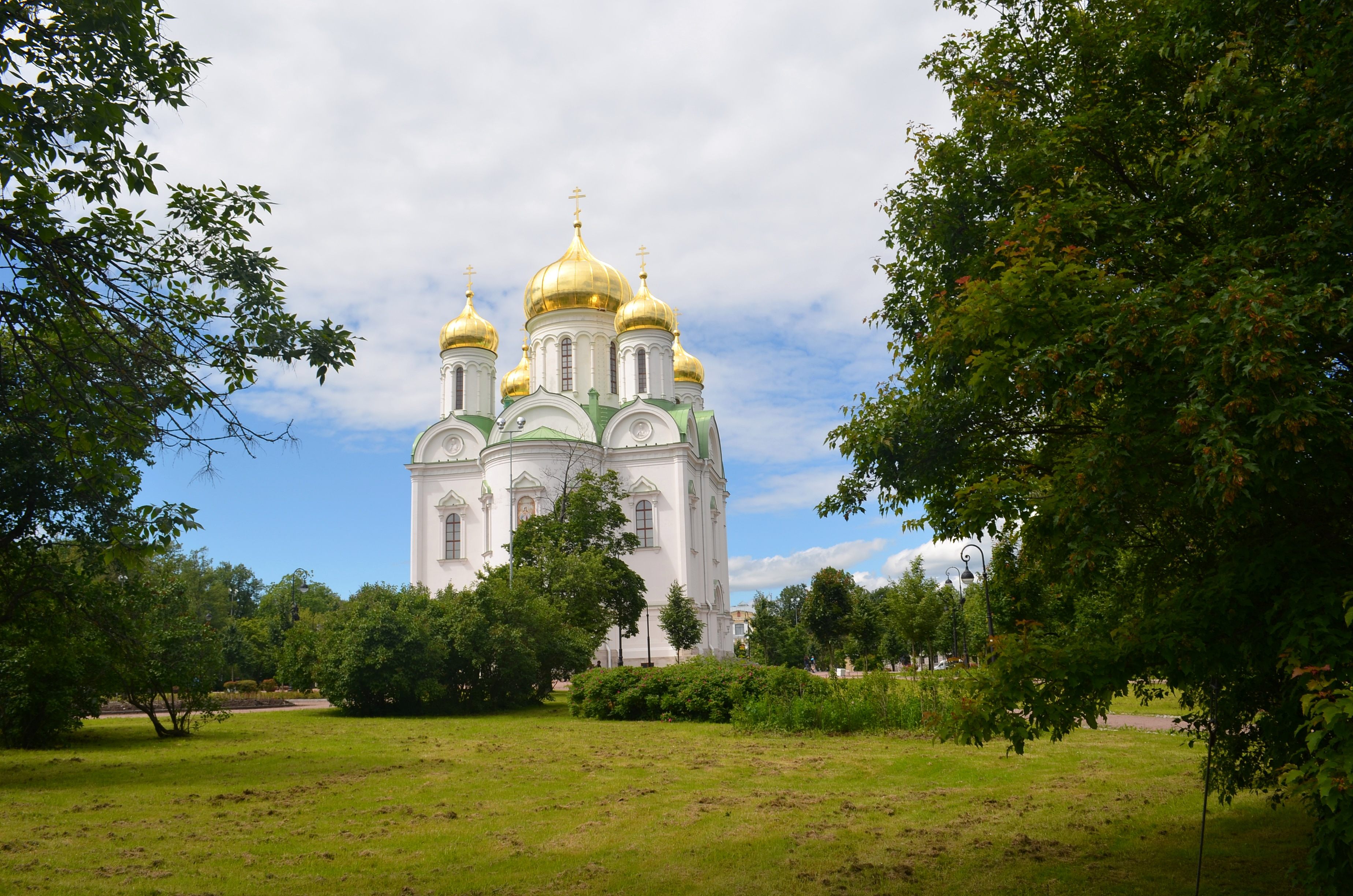
Собор после золочения куполов (2014 год)

3 июня 2006 года экспедицией Института истории материальной культуры РАН были начаты масштабные археологические раскопки фундамента. 4 августа КГИОП заявил о возможном восстановлении храма, отметив необходимость проведения консервации обнаруженного фундамента и продолжения научно-изыскательских работ в архивах. 25 августа были завершены археологические раскопки фундамента собора, в процессе которых обнаружены также элементы инженерных коммуникаций, остатки архитектурных деталей и церковной утвари. 1 ноября фундамент собора был законсервирован.
20 июля 2006 года был учреждён Благотворительный фонд «Воссоздание собора святой Екатерины в Царском Селе» (зарегистрирован 26 октября). 10 ноября фонд утвердил благотворительную программу воссоздания собора. Закладка храма произошла 7 декабря 2006 года. Перед будущим алтарём храма установлен памятный знак в виде камня, на котором выгравирована надпись о происшедшем событии: «На сём месте будет построен храм-памятник как дань глубокого почтения самоотверженному и величественному подвигу жителей Царского Села, в память о трагических днях 1917 года. (7 декабря 2006 года)».
13 февраля 2007 года правительство Санкт-Петербурга подписало распоряжение о мерах по выполнению работ по сохранению собора святой Екатерины в Царском Селе. 15 февраля научный совет по сохранению культурного наследия правительства принял концепцию воссоздания собора по проекту архитектора Михалычева.
Фундамент собора был расконсервирован 7 апреля 2007 года, затем началась подготовка и оборудование строительной площадки. 16 октября закончилась заливка фундамента собора.
26 ноября 2008 года председатель правительства России В. Путин подписал распоряжение о создании организационного комитета по подготовке празднования 300-летия основания Царского Села, важнейшим элементом которой станет воссоздание собора.

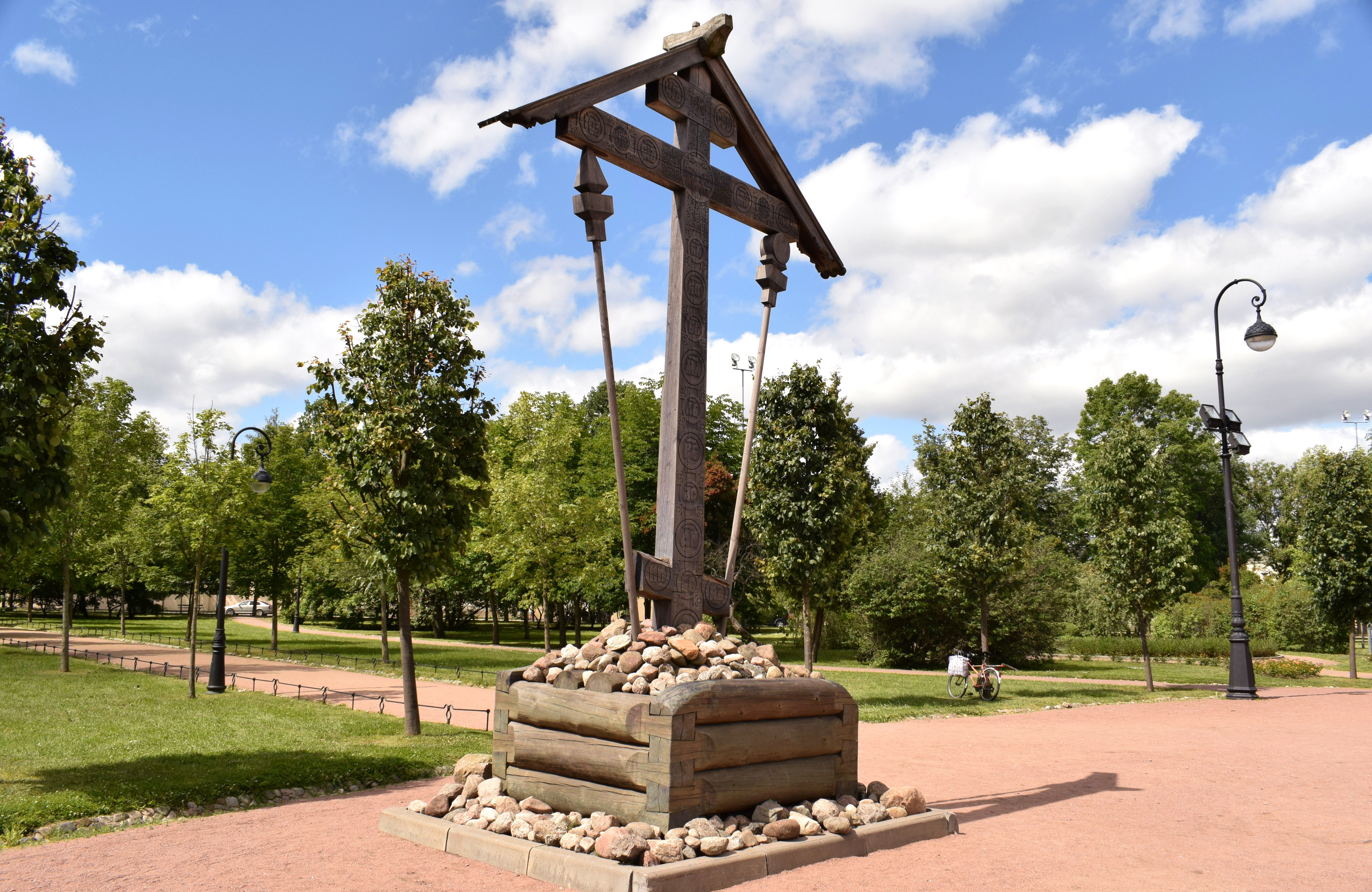
Поклонный крест около собора. 2018 г.

4 августа 2009 года на здание храма была поднята центральная глава, а на следующий день — четыре малые.
7 декабря 2009 года в строящемся соборе была отслужена первая литургия, а также освящён новый звон из семи колоколов, являющийся копией утраченного. Колокола были водружены на звонницу 11 февраля 2010 года.
1 июня 2010 год на фасаде установлена мозаичная икона Святой Великомученицы Екатерины, выполнена творческой мастерской Екатерины Огородниковой по эскизу Михалычева.
27 июня 2010 года (в дни проведения торжеств, посвящённых 300-летию со дня основания Царского Села), патриарх Кирилл в сослужении митрополита Санкт-Петербургского и Ладожского Владимира, епископов Солнечногорского Сергия (Чашина), Петергофского Маркелла (Ветрова), Выборгского Назария (Лавриненко) и духовенства Санкт-Петербургских храмов совершил чин великого освящения храма.
К 19 января 2014 года завершено золочение всех куполов.

## Архитектура, убранство и устройство собора

### Первое здание
Проект собора был схож с проектом Петергофского Петропавловского храма.
Первоначально в храме был один престол — святой Екатерины; в 1851—1852 годах были устроены правый придел во имя святого Александра Невского (освящён 18 [30] ноября 1851 года) и левый — Константина и Елены (освящён 21 мая (1 июня) 1852 года).
Антиминсы главного алтаря и левого придела были освящены епископом Гермогеном 30 июня 1848 года, антиминс правого придела освящён 1 (13) октября 1850 года митрополитом Никанором (Клементьевским).
Собор был одноэтажный, с подвалом. В подвале помещались: ризница, свечная кладовая, дрова и склеп для временного помещения умерших. В подвале же были погребены строитель храма, управляющий Царским Селом генерал от артиллерии Яков Захаржевский, и священномученик Иоанн Царскосельский.
Алтарь — полукруглый. Длина собора — 38 метров, ширина — 30 метров. Собор был каменным, цоколь из путиловского камня; с трёх сторон — 3 крыльца из путиловской же плиты. Стены собора снаружи были отштукатурены и выбелены. На всех сторонах — арки с барельефами святых и лепными изображениями ангелов. Кровля была окрашена медянкою, четырёхскатная. Из фонарей 4 заделаны в своём основании от сырости и для сохранения тепла; средний фонарь — открытый. 5 глав собора были поставлены прямо на шее фонарей. Кресты — железные, вызолоченные через огонь, восьмиконечные, укреплённые в железных яблоках. Окна помещены на 10,5 метров от пола; в алтарях по 2 окна, а в церкви — по 3 на каждой стороне и 1 — на хорах; в фонарях — по 4 окна; в подвале — малые окна с железными решётками. Кроме трёх дверей в церковь были входы в алтарь и в подвал.

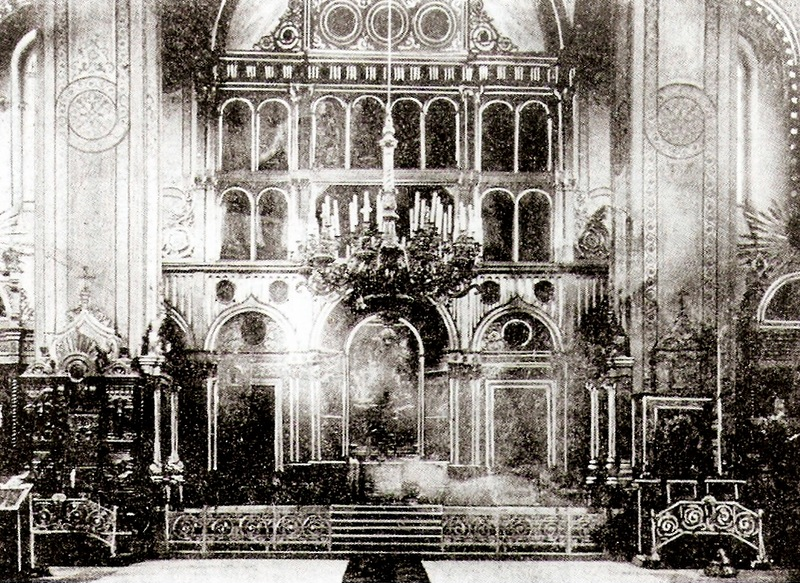
Внутренний вид собора. 1900-е годы

Над притвором были устроены хоры; притвор отделяелся от храма стеклянными дверьми. Столбы, державшие купол, обставлены образными киотами. Пол храма — из серой плиты. Своды алтаря были скреплены железными связями, которые в 1846 году разорвались и сняты по требованию епархиального начальства и городского архитектора.
На престол главного алтаря был устроен в 1863 году серебряный «киворион» с зеркальными стёклами. На верхней, серебряной, доске изображён святой антиминс, а по сторонам его — 2 чеканных серебряных образа. Жертвенник был подобным престолу. Иконостас — резной, золочёный, в 5 ярусов. На образах Царских дверей были сребропозлащенные ризы. Солея возвышена на 5 ступеней. В западном углу собора — надгробная плита, обозначающая место погребения Я. В. Захаржевского; рядом — образ святого апостола Иакова, пожертвованный Захаржевскому дворцовыми крестьянами.
В 1883 году собор внутри был выкрашен масляною краскою из английских белил с кобальтом, образа были поновлены, оконные рамы исправлены, и переделаны 7 железных печей собора. Все это было сделано, благодаря активности церковного старосты, почётного гражданина Парамона Парфентьева.
В 1894 году была произведена архитектором Сильвио Данини реставрация. Возобновлена позолота куполов, сильно пострадавшая от пожара 1862 года, уничтожившего старый деревянный Гостиный двор; внутри собор был выкрашен и расписан тёмными цветами.
Из колоколов был самый большой «воскресный» (треснувший и перелитый в 1875 году) в 4,7 тонны. На нём находился образ святой Екатерины и надпись «вечер и заутра и полудне возвещу и услышат глас мой»; на нижнем круговом поясе было написано «колокол сей перелит в 1870 году для Царскосельского Екатерининского собора, с добавлением в 161 пуду 20 ф. нового металла весом 124 п. 2 ср. усердием прихожанина Парамона Парфентьева, при настоятеле, протоиерее Андрее Ветвеницком и при церковном старосте Александре Кривцове».
В храме находились иконы, написанные знаменитыми художниками, пожертвованные в собор Николаем I, из при устройстве двух приделов. Из них профессору Фёдору Бруни принадлежали иконы святой великомученицы Екатерины, царицы Александры и Тайной Вечери (прибыли из Рима в августе 1841 года); Алексею Егорову — запрестольный образ Воскресения Христова и Архангелов Гавриила и Михаила на боковых дверях; Карлу Брюллову — евангелисты в куполе, местные образа, образ Аарона и трёх святителей. Примечательны также были копии картин: «Распятие» Ван Дейка и «Слава Богородицы» Поля Веронезе (поступили в 1850 году из Гатчинской дворцовой церкви).

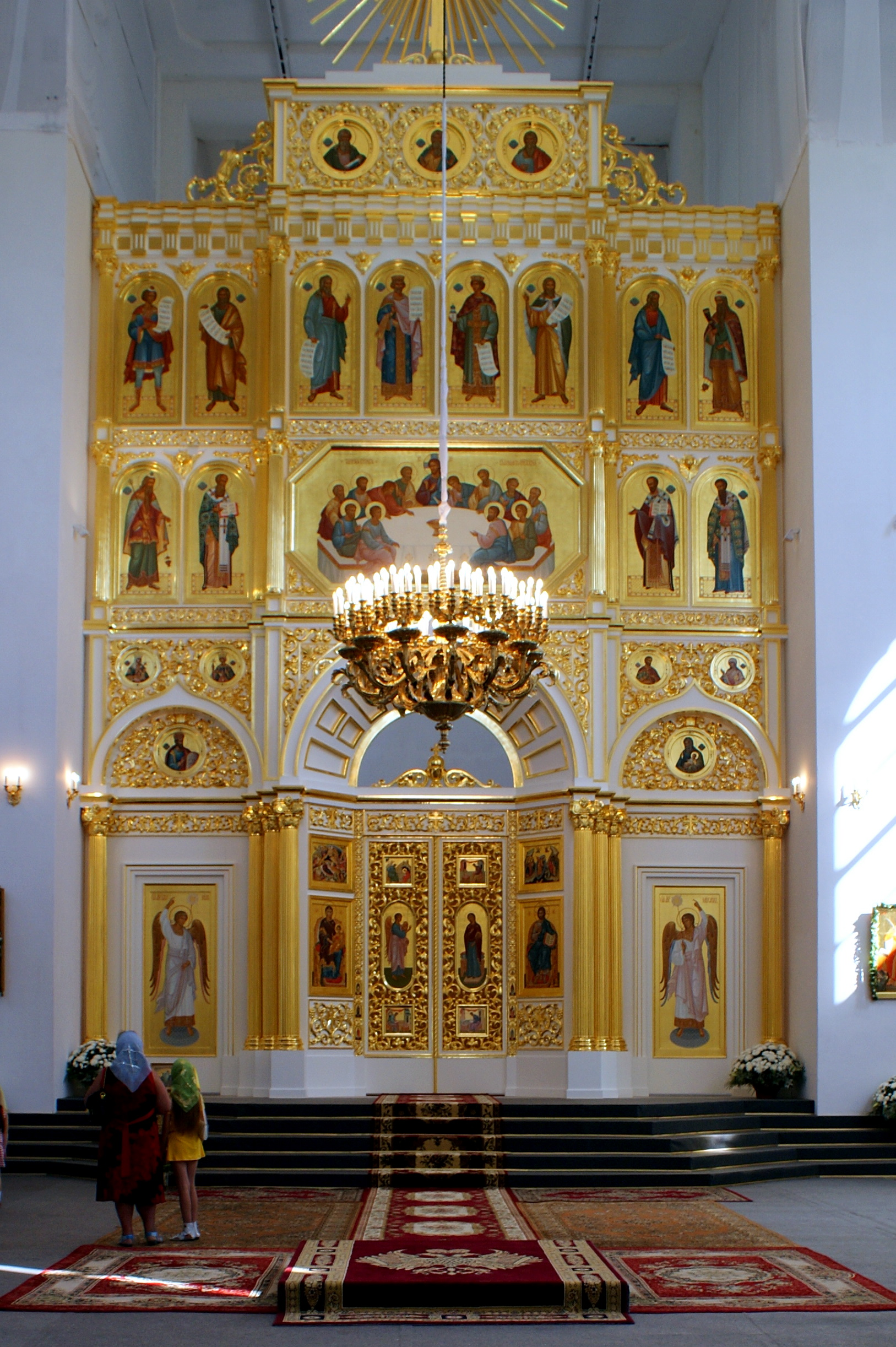
Центральный иконостас собора. 2010 г.

### Восстановленное здание
Современный храм был построен в соответствии с проектом К. А. Тона с учётом им же внесённых корректив. Купола — позолочены.
В соборе 3 престола: главный — святой великомученицы Екатерины, правый — святых царственных страстотерпцев и левый — священномученика Иоанна Царскосельского.
Интерьер храма находится ещё в стадии реконструкции. Стены — выбелены, орнамент отсутствует. Обрамление дверных порталов оформлено под розовый мрамор.
Иконостас восстановлен по образцу дореволюционного, белый, с позолоченными архитектурными деталями. Отличием является иконопись — образа иконостаса написаны в древнерусском стиле на золотом фоне.
Вокруг западных столбов установлены киоты-поставцы. На солее устроены раки, у северо-восточного столба — с мощами священномученика Иоанна Царскосельского; у юго-восточного — с частицей мощей святой великомученицы Екатерины.
В подвальном помещении храма 24 июня 2014 года был открыт музей Царскосельского благочиния (истории храмов Царского Села, Павловска и окрестностей). На экспозиции представлены материалы, обнаруженные во время раскопок, портреты священнослужителей, макеты храмов, экспонаты, переданные из музея «Царское Село».

## Чтимые святыни

### Оригинальный храм
До закрытия в соборе были следующие особо чтимые святыни:
- Ковчег, пожертвованный грузинским князем Ираклием в память его двоюродной сестры, грузинской царевны Елены Фарнабазовны, скончавшейся в Царском Селе 7 (19) июля 1867 года. В него был помещён большой перст святого великомученика Георгия, часть Древа Господня, Ризы Пресвятой Богородицы и мощи разных святых;

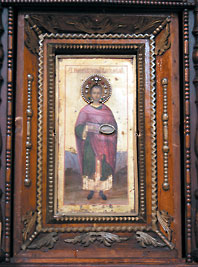
Икона святого Пантелеимона в Гатчинском соборе

- Икона святого великомученика Пантелеймона, с нагрудной частицей его мощей, пожертвованный 20 августа (1 сентября) 1871 года вдовой придворного лакея Агафьей Константиновой. На серебряной оправе частицы — греческие и грузинские надписи, а также сургучная печать патриарха Анфима. Образ помещался у левой колонны, перед ним с 1872 года, по четвергам, после литургии, читали акафист святому Пантелеймону; а 27 июля обносили икону вокруг собора[14]. Икона была изъята в марте 1938 года, затем вывезена немцами в Прибалтику. После Великой Отечественной войны возвращён в Ленинград, и митрополит Григорий передал его в Гатчинский собор;
- Крест с мощами, в память умершего сына Сергия, с малолетства страдавшего от падучей болезни, пожертвовала госпожа Волкова;
- Крест с мощами святого Феодора Тирона и великомученицы Варвары;
- Икона с частицей мощей святого Авраамия;
- Икона Владимирской Божией Матери в сребро-позлащенной ризе, устроенная в память коронования Александра II и Марии Александровны. Драгоценные камни пожертвованы разными лицами;
- Икона святителей московских, присланная Московским митрополитом Филаретом 6 (18) октября 1867 года в сопровождении послания: «Божие благословение, мир и благоденствие. Не иное что, как любовь вашу к православной церкви и ея священноначалию вижу в том, что вы издалека благим оком воззрели на меня, и на мой день, милостив Божией мне дарованный, и мне послали не только слово привета, но и священный дар — икону праведного Филарета. С утешением благодарю вас, потому что с утешением вижу ваше духовное расположение. По долгу взаимности и по желанию некоторых из вас, препосылаю вам святую икону Святителей и Чудотворцев московских. Их благоприятныя молитвы благодатно да покрывают ваши души и ваш град. 6 октября 1867 года. Филарет, митрополит московский»;
- Потир сребро-позлащенный с финифтяными образами и разноцветными стразами. Он был пожертвован императрицей Екатериной II в 1783 году в Софийский собор, когда он был приходским. В Екатерининский собор потир был передан после Отечественной войны 1812 года;
- Потир серебряный с выпуклым изображением иконы Тайной Вечери;
- Ковчег серебряный в виде горы с гробницей Спасителя, окружённой ликами святых, бывших при погребении Господа. Вес серебра — 7,371 килограммов;
- Крест напрестольный, сребро-позлащенный, с финифтяными изображениями и разноцветными стразами, и, вместе с ним, Евангелие, украшенное таким же образом; крест и Евангелие — дар Екатерины II.

### Современный храм
- Мощи священномученика Иоанна Царскосельского.
- Мощи великомученицы Екатерины.
- Список иконы Божией Матери «В скорбех и печалех Утешение» с подписью, сделанной священномучеником Вениамином, митрополитом Петроградским.
- Список иконы Божией Матери «Продромитисса», переданный собору из румынского скита Продром (Афон).

## Приход

### Приписные храмы
К приходу Екатерининского собора приписаны храмы:
- Знаменская церковь — действующая.
- Церковь-часовня благоверного князя Игоря Черниговского — действующая
- Церковь Воскресения Христова в Екатерининском дворце — богослужения единичны и очень редки, восстанавливается

### Настоятели собора
| Настоятели собора                                         | Настоятели собора                         |
| Даты                                                      | Настоятель                                |
| --------------------------------------------------------- | ----------------------------------------- |
| 21 января (2 февраля) 1841 — 12 (24) декабря 1865         | священник Феодор Тигодский (1794—1872)    |
| 12 (24) декабря 1865 — 10 (22) сентября 1883              | протоиерей Андрей Ветвеницкий (1824—1883) |
| 17 (29) сентября 1883 — июнь 1893                         | священник Павел Ламанов (1818—1894)       |
| 20 августа (1 сентября) 1893 — 24 октября (6 ноября) 1916 | протоиерей Афанасий Беляев (1845—1921)    |
| 4 (17) ноября 1916 — март 1935                            | протоиерей Николай Смирнов (1864—1942)    |
| 2 октября 1935 — 12 марта 1938                            | протоиерей Феодор Забелин (1868—1949)     |
| 1938—2009                                                 | храм закрыт                               |
| 2009 — настоящее время                                    | протоиерей Никита Зверев (род. 1983)      |